# Le Trésor (film, 1919)
Pour les articles homonymes, voir Le Trésor et Captain Kidd.
Pour plus de détails, voir Fiche technique et Distribution.
Le Trésor (Captain Kidd, Jr.) est un film muet américain de William Desmond Taylor, sorti en 1919.

## Synopsis
Le grand-père de Willie Carleton place son testament entre les pages d'un livre sur les pirates et leurs trésors enfouis. Après sa mort, le livre est vendu par erreur à une boutique de livres d'occasion tenue par Angus MacTavish, qui vit avec sa petite-fille Mary et Jim Gleason, un jeune auteur amoureux de Mary. Accompagné de l'avocat John Brent et de la secrétaire Marion Fisher, Willie essaye de racheter le livre, mais Mary a déjà découvert le papier qui indique où un trésor est caché. Willie accepte de partager le trésor avec les MacTavish en échange de leur aide à le retrouver. Faisant semblant d'être géologues, ils fouillent dans une vieille ferme appartenant à Lem Butterfield. Des soupçons se font jour et le policier local garde un œil sur les fouilles. La boîte est finalement trouvée, elle contient une note indiquant que le trésor est en fait la bonne santé gagnée en travaillant à la campagne. De retour en ville, Willie découvre que la chasse au trésor était juste un test, John Brent ayant gardé la fortune de Willie en attente. Mary achète la ferme puis la revend avec un énorme bénéfice. Jim Gleason vend un de ses romans et il se fiance avec Mary. 

## Fiche technique
- Titre original : Captain Kidd, Jr.
- Titre français : Le Trésor
- Réalisation : William Desmond Taylor
- Assistant : Frank Richardson
- Scénario : Frances Marion, d'après le roman Captain Kidd Junior de Rida Johnson Young
- Photographie : Charles Rosher
- Production : Mary Pickford
- Société de production : Mary Pickford Film Corporation
- Société de distribution :  Famous Players-Lasky Corporation
- Pays de production :  États-Unis
- Langue originale : anglais
- Format : noir et blanc — 35 mm — 1,37:1 — Muet
- Genre : Comédie
- Durée : 50 minutes (?) - 5 bobines
- Date de sortie : 
  - États-Unis : 6 avril 1919
- Licence : domaine public

## Distribution
- Mary Pickford : Mary MacTavish
- Douglas MacLean : Jim Gleason
- Spottiswoode Aitken : Angus Mactavish
- Robert Gordon : Willie Carleton
- Winter Hall : John Brent
- Marcia Manon : Marion Fisher
- Victor Potel : Sam, le policier
- Vin Moore : Luella Butterfield
- William Hutchinson : Lemuel Butterfield
- Clarence Geldart : David Grayson